# Jessie Ward (Schauspielerin)
Jessie Ward (* 18. Februar 1982 in Point Pleasant, New Jersey) ist eine US-amerikanische Schauspielerin.

## Leben und Karriere
Jessie Ward ist eine klassisch ausgebildete Tänzerin und studierte im Alter von neun Jahren Ballett. In ihrer Zeit als Teenager lebte und studierte sie an der School of American Ballet und besuchte die Oberschule an der Professional Childrens School in New York. Die britische Royal Academy of Dancing wertete ihre tänzerischen Fähigkeiten als die besten der gesamten USA und somit erhielt sie ein Ballett-Stipendium, um in England zu studieren. Sie hat zahlreiche Solo- und Hauptrollen in mehreren professionellen Ballett-Unternehmen durchgeführt. Ihre Inspiration für die Kunst begann mit dem Tanzen und entwickelte sich zu einer Liebe für die Schauspielerei.
Für ihre Schauspielkarriere verließ Ward New York und zog nach Los Angeles. Sie trat in zahlreichen Werbespots auf. 2006 hatte sie neben Danny DeVito eine Gastrolle in der Fernsehserie It’s Always Sunny in Philadelphia. 2012 gehörte sie unter anderem neben Cameron Diaz und Jennifer Lopez zum Ensemble der Komödie Was passiert, wenn’s passiert ist von Kirk Jones.

## Filmografie (Auswahl)
- 2000: Center Stage
- 2006: It’s Always Sunny in Philadelphia (Fernsehserie, eine Episode)
- 2006: Desire (Fernsehserie, neun Episoden)
- 2006–2007: Wicked Wicked Games (Fernsehserie, 50 Episoden)
- 2007: CSI: Den Tätern auf der Spur (CSI: Crime Scene Investigation, Fernsehserie, eine Episode)
- 2009: Godspeed
- 2011: Reed Between the Lines (Fernsehserie, eine Episode)
- 2012: One Tree Hill (Fernsehserie, zwei Episoden)
- 2012: Was passiert, wenn’s passiert ist (What to Expect When You’re Expecting)